# Густаво Вальєсілья
Густаво Вальєсілья (ісп. Gustavo Vallecilla, нар. 28 травня 1999, Есмеральдас) — еквадорський футболіст, захисник клубу «Аукас».

## Клубна кар'єра
Народився 28 травня 1999 року в місті Есмеральдас. Вихованець футбольної школи клубу «Депортіво Куенка». Дорослу футбольну кар'єру розпочав 2016 року в основній команді того ж клубу, кольори якої захищав протягом трьох сезонів, зігравши за цей час 17 ігор у чемпіонаті Еквадору.
На початку 2019 року перейшов у «Аукас».

## Виступи за збірну
З 2019 року залучався до складу молодіжної збірної Еквадору до 20 років. У її складі брав участь у молодіжному чемпіонаті Південної Америки 2019 року, зігравши 7 ігор і допоміг своїй збірній вперше в історії виграти золоті медалі змагання. Цей результат дозволив команді кваліфікуватись на молодіжний чемпіонат світу 2019 року, куди поїхав і Вальєсілья.

## Досягнення
- Переможець молодіжного чемпіонату Південної Америки: 2019